# Enrico Garozzo
Enrico Garozzo (* 21. června 1989 Catania, Itálie) je italský sportovní šermíř, který se specializuje na šerm kordem. Jeho mladší bratr Daniele Garozzo se specializuje na šerm fleretem. Itálii reprezentuje od roku 2009. Na olympijských hrách startoval v roce 2016 a v soutěži jednotlivců vypadl v osmifinále. V roce 2014 získal v soutěží jednotlivců třetí místo na mistrovství světa. S italským družstvem kordistů vybojoval v roce 2016 stříbrnou olympijskou medaili.